# Jānis Rozentāls och Rūdolfs Blaumanis museum
Jānis Rozentāls och Rūdolfs Blaumanis museum (lettiska: Jaņa Rozentāla un Rūdolfa Blaumaņa muzejs) på Alberta iela 12 i Riga i Lettland är en museilägenhet och ett tidigare konstnärshem. Den lettiske konstnären Jānis Rozentāls (1866—1916) bodde i lägenhet nummer 9 i huset mellan 1904—1915 tillsammans med sin hustru, den finländska sångerskan Elli Forssell(1871—1943) och parets tre barn, Laila Gedda Vilumsons, Irja Ausma Gopper och Mikelis Maris Rozental. Den lettiske författaren Rūdolfs Blaumanis (1863–1908), som var en god vän till Jānis Rozentāls, var inneboende i lägenheten i omgångar mellan  1906—1908.  Ett rum på museet har inretts till minne av Rūdolfs Blaumanis.
Huset som färdigställdes 1903 och som den lettiske arkitekten Konstantīns Pēkšēns (1859—1928) ritade tillsammans  med Eižens Laube, då arkitekturstudent, som en privatbostad åt sig själv, är en av Rigas mest kända jugendbyggnader och huserar också Rigas jugendcenter. Konstantīns Pēkšēns bodde i huset fram till 1907.
Byggnaden sticker ut genom sina kraftfulla dimensioner och sin uttrycksfulla silhuett. Den är både in- och utvändigt rikligt ornamenterad i Art nouveaustil. De dekorativa takmålningarna i husets spiralformade trapphus har troligen ritats av Janis Rozentāls.

## Bildgalleri

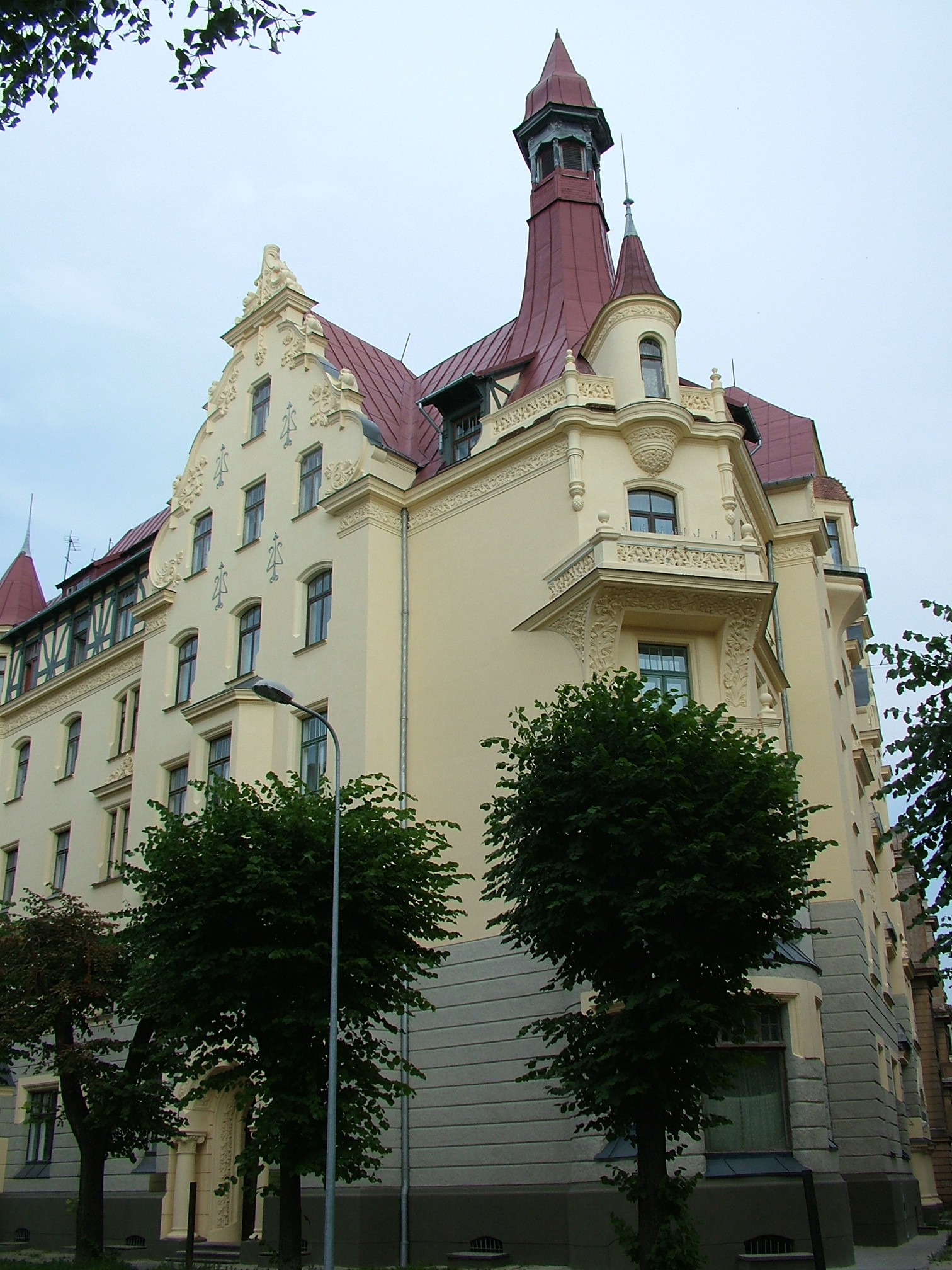
Alberta iela 12, Riga
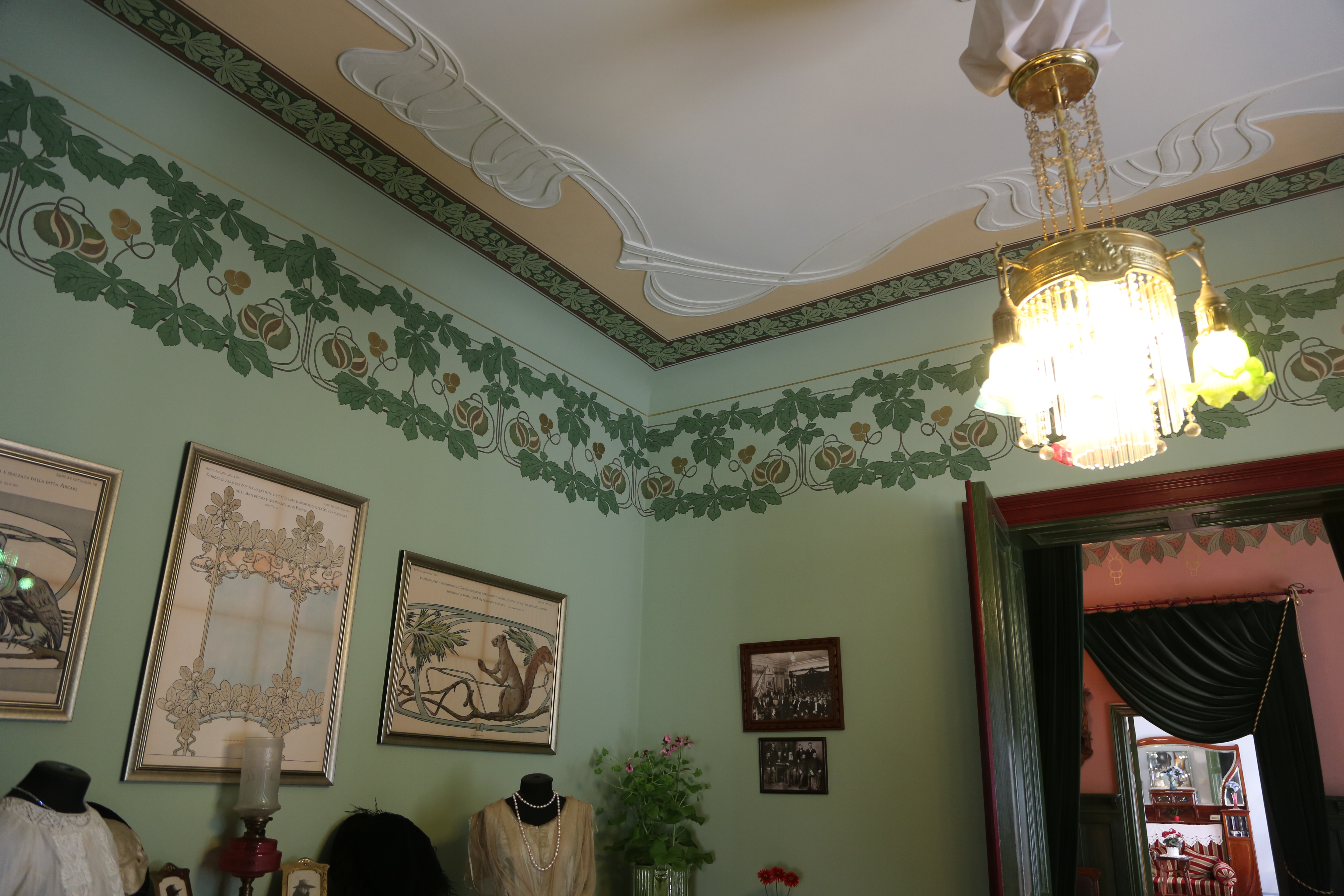
Interiör, Alberta iela 12, Riga
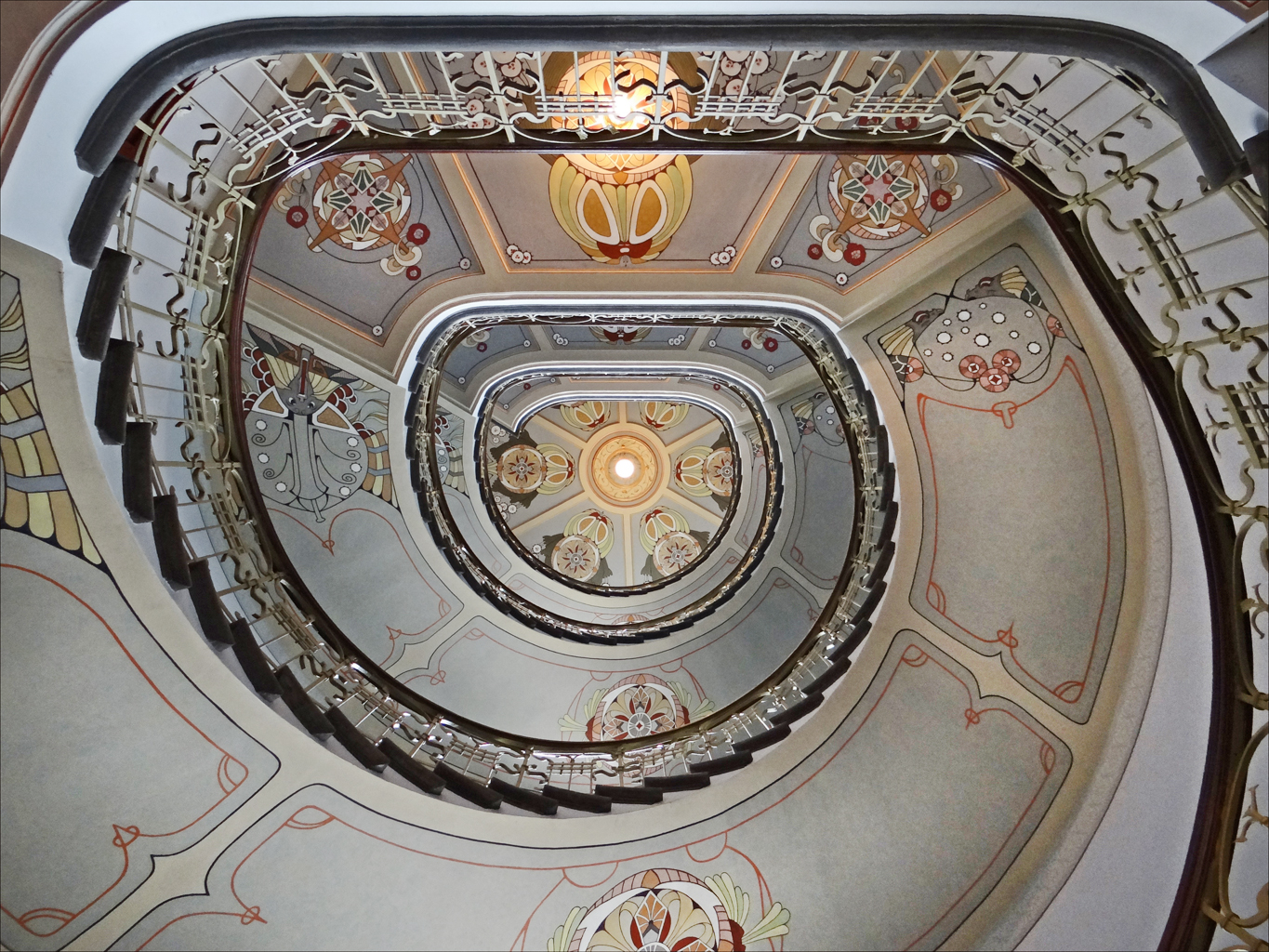
Trapphuset på Alberta iela 12, Riga
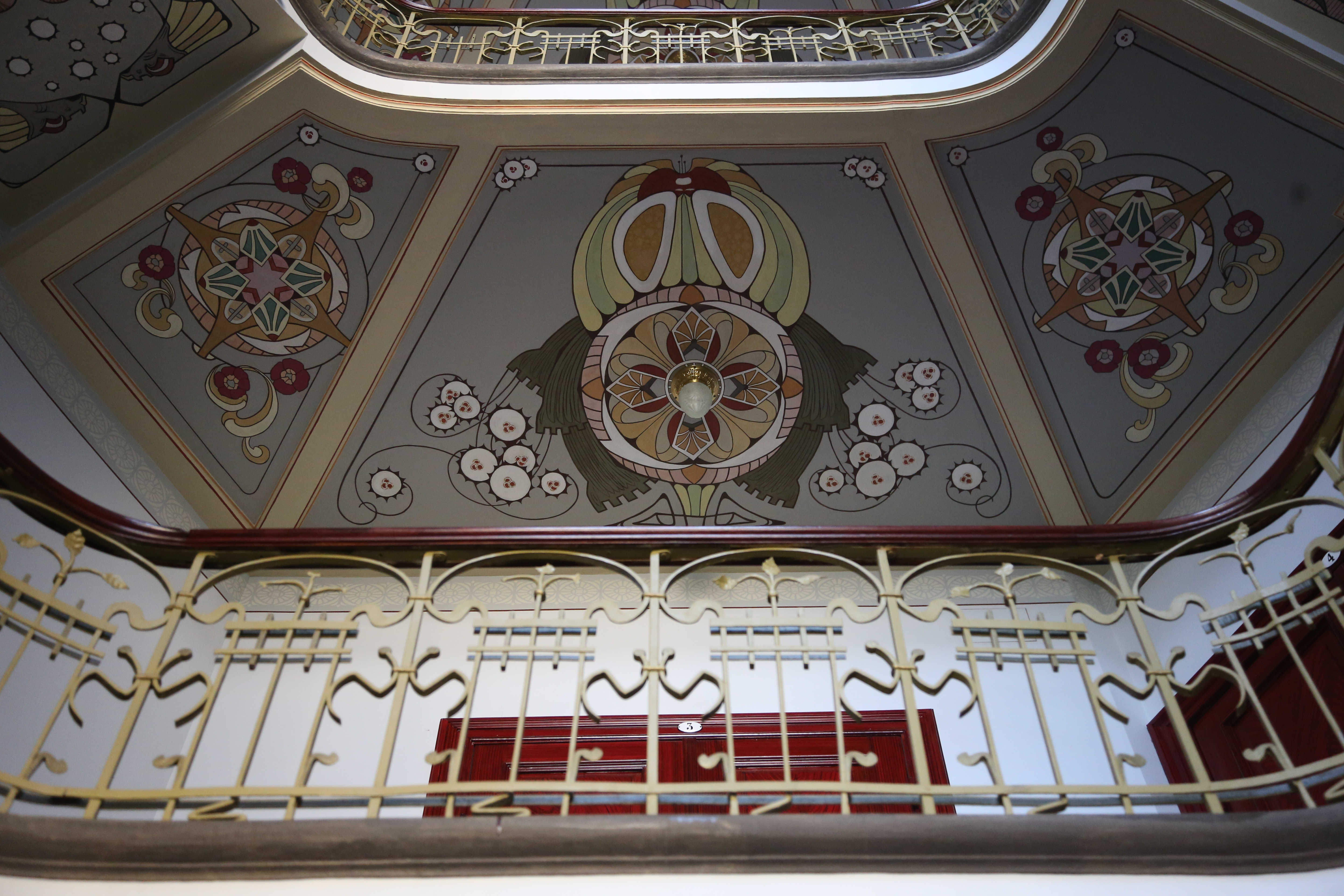
Trapphuset på Alberta iela 12, Riga